# 聯邦大總統

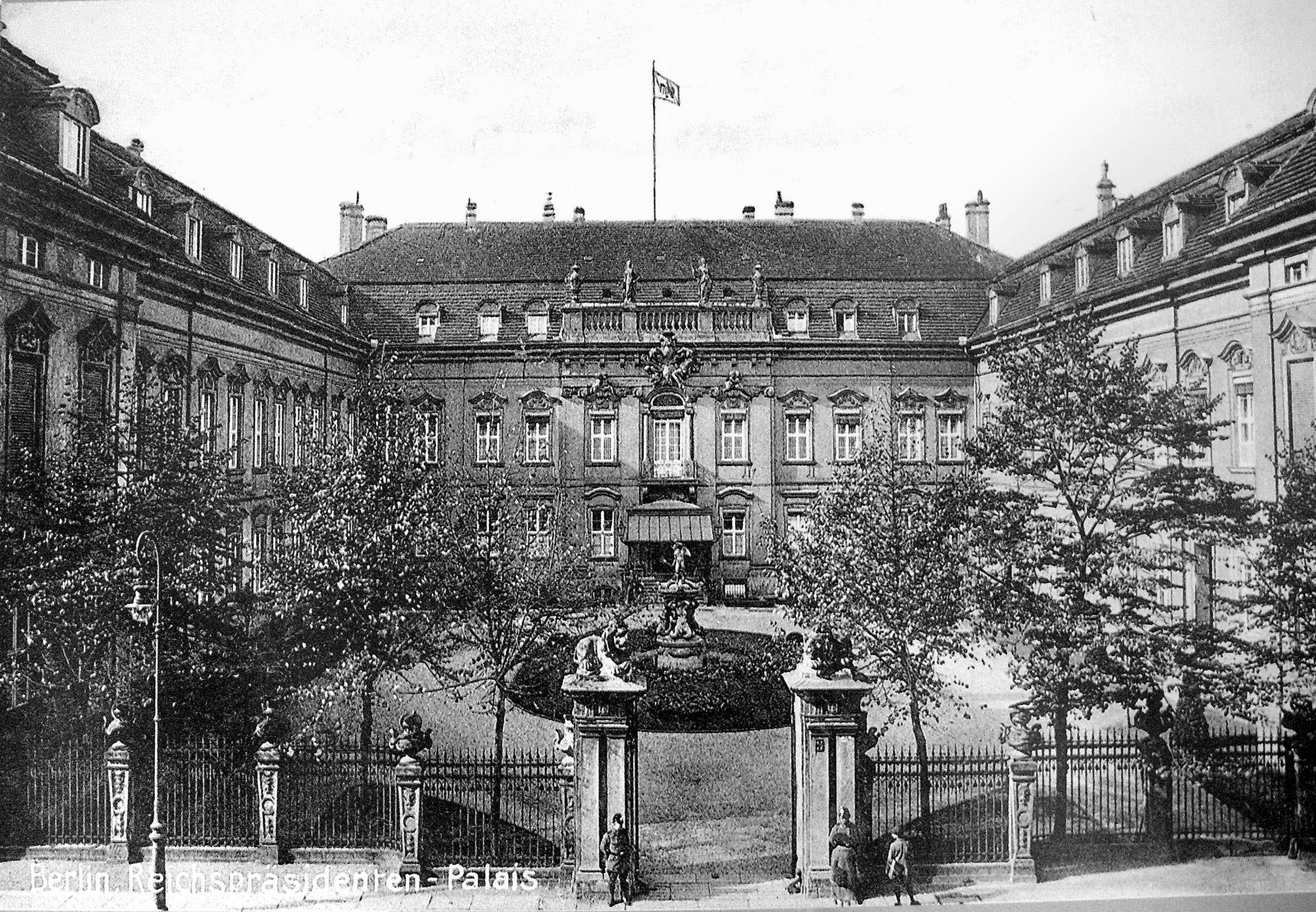
柏林威廉大街的總統官邸

國家總統（德語：Reichspräsident）是德國在魏瑪共和國時代（1919－1934）的國家元首，一度由元首取代、但於1945年改制。

## 概要
魏瑪憲法在現今分類屬於半總統制，總統、內閣和國會都掌握權力。總統任期七年，聯合國會管治國家，而且可在特殊情況下行使緊急權力。威瑪時期政治不穩定，黨派之爭癱瘓國會，讓總統掌握相當大權力，能夠通過緊急命令來替代法律，甚至自行任命政府閣員。1934年，元首取代聯邦大總統一職。納粹政權最後幾天，卡尔·邓尼茨在1945年5月再次成為聯邦大總統。
現代德國總統即聯邦總統，1949年設立，是聯邦大總統的延續，總統任期五年，可以連任，但是聯邦總統只是一個儀式上的職位，現代德國總理掌握實際的政治權力。

## 德國聯邦大總統列表
| 任次                                          | 總統 | 總統                                  | 上任          | 離任                                                   | 政黨                     |
| --------------------------------------------- | ---- | ------------------------------------- | ------------- | ------------------------------------------------------ | ------------------------ |
| 1                                             |      | 弗里德里希·艾伯特 （1871年 - 1925年） | 1919年2月11日 | 1925年2月28日 （任內逝世）                             | 德國社會民主黨           |
| 2                                             |      | 保羅·馮·興登堡 （1847年 - 1934年）    | 1925年5月12日 | 1934年8月2日 （任內逝世）                              | 無黨籍                   |
| 中斷，1934年至1945年由阿道夫·希特勒擔任元首。 |      |                                       |               |                                                        |                          |
| 3                                             |      | 卡尔·邓尼茨 （1891年 - 1980年）       | 1945年5月1日  | 1945年5月23日 （投降，並遭盟軍逮捕，弗伦斯堡政府解散） | 國家社會主義德意志勞工黨 |

### 代理總統
- 漢斯·路德由1925年2月28日至3月12日代理聯邦大總統。
- 瓦爾特·西蒙斯由1925年3月12日至5月12日代理聯邦大總統。

## 選舉制度
魏玛宪法規定聯邦大總統直接由7年一次的全民選舉中選出，並可以連任。與現聯邦總統經聯邦大會選出、任期5年不同。第一任聯邦大總統弗里德里希·艾伯特在1919年由國民大會間接選出。兩次直接選舉是1925年保羅·馮·興登堡當選以及在1932年連任；1933年希特勒上台後，在1934年興德堡去世後把聯邦大總統及總理合併為元首，1945年卡爾·鄧尼茲依希特勒遺願成為聯邦大總統，也是最後一任。
威瑪時期，法律容許35歲及以上成人參選總統。總統以兩輪投票制產生。如果沒有候選人在第一輪投票時得到過半數，稍後便要舉行第二輪投票。在第二輪投票中得票最多的候選人便當選。人民可以第二輪投票中提名一個代替候選人，以代替他在第一輪所支持的候選人。
聯邦大總統不能同時成為德國國會成員。憲法要求總統以以下誓言宣誓（可以加上有宗教內容語句）：
「我宣誓將精力用於造福德國人民的事業，使它更為繁盛，預防毀壞，維持國家憲法和法律，自覺尊重職務，並公正對待各人。」

## 職務與職責
- 政府任命：政府內閣均由總統委任和解散。在內閣成員就任前，並不需透過投票確定，但任何內閣成員在國會通過對他的不信任動議後必須辭職。總統亦可委任及開除國家總理，但國會可通過不信任動議以挽留面臨被開除的總理。
- 解散國會：總統擁有隨時解散國會的權力，並在六十日內進行大選。理論上，他不允許以相同理由多次解散國會，但事實上這限制並沒顯著作用。
- 公佈法律：總統有責任簽署法案。憲法上總統必須簽署每條法例以正確程序一致性通過但可堅持由選民透過公民投票決定。不過只有大多數人士參與的投票才能推翻國會決議。
- 對外關係：憲法讓總統在外交事務上代表國家，委派及接待大使，以國家名義締結條約。但必需國會同意才可簽訂宣戰、締結和平條約和所有與德國法律有關的條約。
- 最高司令官：總統掌握軍隊最高指揮權。
- 特赦權：總統有權力施以特赦。

### 緊急權力
魏玛宪法給予總統在危機中擁有具決定性的權力。第48條條款授權總統運用軍隊強制邦政府履行義務；當「公眾秩序和治安嚴重地被擾亂或危及」，可以「執行所有必要的措施以恢復法律和秩序」。這些措施包括使用軍隊和中止憲法所保障外的公民權利。 最重要是，總統可以透過簽署「緊急命令」（Notverordnungen）接管國會的立法權並有與國會同等的作用。
國會亦可根據第48條條款有權撤銷相關措施。即使如此，總統仍利用此條款來有效地繞過當時陷於無能的國會，多次以命令替代法律。此外，儘管該條款只準備用於異常緊急的情況，但在1933年德國授權法案通過前已多次行使。

### 實際權力
魏玛宪法製造了一個理論上對總統和立法機關負責的系統。總統可以任命內閣，而國會也有倒閣權。內閣總理、部長由總統任命但不受國會信任便造成權力傾覆，而艾伯特和興登堡最初都嘗試指派內閣以得到國會信任。縱使1930年起興登堡任命共三名「總統內閣」（Präsidialkabinett）統治，都不被國會的多數支持，但國會屈服總統壓力則未予倒閣；總統內閣不是因聯合內閣政黨出現政策歧異，就是總統不再支持而自行瓦解。
總統可主動解散國會，在1920至30年代興登堡成功運用權力，繞過國會發布緊急命令替代法律和任命內閣。如果國會揚言譴責他的部長或廢除他的命令，不論預先地或者國會作出行動後，他會直接地解散國會，在沒有國會影響下統治最多90日，直到舉行選舉和國會再次召開。這種使用解散國會權力使命令有效的機制稱為「總統政府」（Präsidialregierungen）。

## 免職與繼承
魏玛宪法规定如果總統死亡或貿然離職，便會舉行選舉以選出繼位者。在總統暫時空缺或舉行選舉時，權力和職責便轉移至總理。這機制在興登堡死後被希特勒利用，將兩職務合併而設立「元首」。
魏玛宪法罷免的總統規定與奧地利憲法內的規定相似，容許國會可以舉行公民投票罷免總統，需下議院議員以三分之二或以上通過其動議。若罷免提案被否決總統會視作重選而國會則會自動解散。
國會有權向聯邦最高法院（Staatsgerichtshof，另譯「國事法院」）彈劾總統。認為總統違背聯邦憲法或法律的指控、動議同憲法修改程序，需下議院議員百人以上之連署，法定人數三分之二之出席及出席議員三分之二同意。

## 歷史
聯邦大總統被認定為皇帝替代人（Ersatzkaiser），即是代替遜位的德國君主統治。魏玛宪法的起草者胡戈·普羅伊斯（Hugo Preuss），據說採納了的馬克斯·韋伯意見關於任期和總統職權以及選出總統的辦法。聯邦大總統和國會間的關係結構由羅伯特·雷德斯洛普（Robert Redslop）提出，他相信法國的第三共和是由於有太大權力而引致倒台。
1919年2月11日，國民大會以379票對277票推選社民黨的艾伯特作為第一任聯邦大總統。他在任內多次使用緊急政令，包括鎮壓卡普政變。他的任期隨著1925年突然死亡而終結。之後興登堡當選總統，右派希望興登堡從內部摧毀威瑪政府的民主，但興登堡並沒有試圖廢除魏玛宪法。
1930年3月，興登堡委派海因里希·布呂寧領導第一個「總統內閣」，但不受國外支持。7月興登堡透過緊急命令通過國家預算，但國會撤銷這個法案，他便解散了國會。接著幾年，由緊急命令通過法規劇增，而先前只是偶爾用緊急命令通過法案。
1932年3月，興登堡雖然患上失智症，仍決定競選連任。希特勒是他的主要對手，而興登堡以很大的票數差距勝出。7月，他以布呂寧接替弗朗茨·馮·帕彭為總理並於通過不信任動議前再次解散國會。在國會召開後又於9月將它解散。12月指定施萊謝爾將軍為總理。
1933年1月，興登堡由於日漸劇烈的國內動亂和納粹的激進主義於委任希特勒作為總理。希特勒的政府對另一政黨施壓解散，並得到了國會內多數派的支持。3月23日國會通過授權法案，更使魏玛宪法喪失原本的功能。至此希特勒幾乎掌握了所有政權。
希特勒的內閣在興登堡逝世後（1934年8月）頒佈緊急命令，合法地將聯邦大總統的位置直接交付予希特勒。在8月19日的一次投票中，並廢除聯邦大總統一職並由元首代替，使希特勒成為至高無上的統治者。
1945年，由於歐洲大陸上的敗勢已顯而易見，希特勒於4月30日自殺。在希特勒的遺願和遺囑中，希特勒指定邓尼茨為聯邦大總統作為國家元首，和宣傳部長約瑟夫·戈培爾為總理作為政府首腦。戈培爾隨後自殺，邓尼茨命令德軍（而不是政府）在5月7日投降，終止了歐洲上的大戰。他接著委派盧茨·什未林·馮·克羅西克為總理並嘗試組成一個政府。可是這政府不受盟軍承認，並在英軍於5月23日弗伦斯堡逮捕其成員後解散。
1945年6月5日，四個佔領國簽署文件以設立同盟管理議會（Allied Control Council），而且沒有提及上屆德國政府。文件上，德國政府由「事實上」存在的國家變成了「法律上」存在的國家。

## 聯邦大總統旗

1919年 - 1921年
1921年 – 1926年
1926年 – 1933年
1933年 – 1934年
1933年 – 1934年
1934年 – 1945年